# Heaven's Prisoners
Heaven's Prisoners är en amerikansk neo-noir-thriller från 1996 regisserad av Phil Joanou, baserad på romanen med samma namn av James Lee Burke. Filmen spelar Alec Baldwin i huvudrollen som Dave Robicheaux, en före detta polis som dras in i en värld av korruption och våld när han försöker skydda ett föräldralöst barn som han räddar från ett flygplanskrasch.

## Handling
Dave Robicheaux, en före detta polis, försöker leva ett stillsamt liv med sin fru Annie (spelad av Kelly Lynch) i Louisianas bayou. Deras lugn rubbas när de bevittnar ett flygplanskrasch i närheten av deras hem. Dave räddar en liten flicka, den enda överlevande, och bestämmer sig för att ta henne under sitt skydd.
Det som först verkar vara en tragisk olycka visar sig snart vara något mycket farligare, då kraschen har kopplingar till en internationell narkotikahandelsoperation. När Dave börjar undersöka vad som ligger bakom händelsen dras han in i en värld av korruption, våld och förräderi. Samtidigt måste han skydda både flickan och sin egen familj från de mäktiga och hänsynslösa krafter som försöker stoppa honom.